# جورج ماكلين
جورج ماكلين (بالإنجليزية: George McLean)‏ هو لاعب كرة قدم بريطاني في مركز الهجوم، ولد في 16 سبتمبر 1937 في بيزلي في المملكة المتحدة. لعب مع غريمسبي تاون ونادي إكزتر سيتي ونادي بارو ونادي بوسطن يونايتد ونادي رينجرز ونادي ووركينغتون ونورويتش سيتي.